# Argentea Planum
L'Argentea Planum è una struttura geologica della superficie di Marte.